# Floricienta en el Teatro
Floricienta en el Teatro es el primer DVD de la telenovela juvenil e infantil argentina Floricienta, creada por Cris Morena y protagonizada por Florencia Bertotti.

## Introducción
En su cama, un rubiecito, pelilargo de corta edad, denota tristeza en la expresión de su rostro. Una mujer, Greta, trata de hacerlo sonreír, pero como no lo consigue le cuenta un cuento: Es la historia de amor de una joven pobre y un príncipe rico. Ella vive arriba de un tren y él en un palacio. A pesar de las diferencias de clase y de la malvada Delfina, el amor entre los jóvenes es posible. Floricienta es rica en sueños, pero pobre en oro; Federico es rico en dinero pero no sabe sonreír.

## Argumento
Una secuencia de cuadros musicales que definen una historia tierna, romántica y llena de magia, propia de un clásico cuento de hadas: de eso se trata la versión teatral de Floricienta. Una historia llena de fantasía, música y color, que deja de lado el costado realista de la tira, para sumergirse de lleno en los elementos mágicos. Aquí todo es color, música y baile con hermosas canciones que hacen vibrar a la platea a cada instante, convirtiéndose en un gran coro. En su cama, Tomás, un niño pelilargo de cabellos rubios y de corta edad, denota tristeza en la expresión de su rostro. Una mujer, Greta, trata de hacerlo de alegrarlo y hacerle sacar una sonrisa. Como nada lo entusiasma, le narra un cuento. "Había una vez...". Y los encuentros y desencuentros entre Floricienta, sus amigos y el príncipe azul comienzan a andar. Es la tradicional historia de amor de una joven pobre de bajos recursos y un príncipe rico de la alta sociedad. Ella vive arriba de un tren junto a sus amigos; él, en un palacio. A pesar de las diferencias de clase y de la malvada Delfina, el amor entre Floricienta y el príncipe es posible. Floricienta es rica en sueños y pobre en oro, como reza la canción. Federico es rico en dinero, pero no sabe sonreír. Florencia, a través de su música y su amor, ayudara al príncipe a volver a creer en la alegría. Florencia Bertotti y Juan Gil Navarro componen a los protagonistas de un relato lleno de romanticismo, drama y comedia. Gil Navarro y Benjamín Rojas (aquí, el guía que conduce a Floricienta por el camino de los sueños), se llevan todos los suspiros.
El espectáculo cuenta con una infraestructura increíble, con imágenes animada proyectadas en una pantalla invisible, aguas danzantes que salpican a los espectadores y un sinfín de tecnología que crean sugerentes atmósferas y envuelven al espectador en el mágico mundo de Floricienta. 

## Información
El DVD contiene música original de la telenovela, el espectáculo teatral completo, videoclips de las canciones, así como el detrás de escena que vivió el elenco previamente antes del show. Fue lanzado bajo el sello de Cris Morena Group S.A y Audio Plus Vídeo Internacional. 

## Contenido
- Show completo (1:15:26)
- Backstage (04:34)
- Videoclip «Por que» (03:51)
- Sinopsis
- Ficha técnica
- Ficha artística
- Galería de fotos
- Selección de escenas

## Elenco
- Florencia Bertotti como Floricienta
- Juan Gil Navarro como Principe
- Benjamín Rojas
- Henny Trailes como Greta
- Isabel Macedo como Delfina
- Agustín Sierra
- Diego Child
- Stéfano De Gregorio
- Jorge Maggio
- Lali Esposito
- Mariana Seligman
- Micaela Vázquez
- Nicolás Masques
- Paola Sallustro

## Ficha técnica
- Idea y Dirección: Cris Morena.
- Autores: Cris Morena
- Producción Ejecutiva: Horacio Nieto
- Producción: Luciana Franchini
- Stage Manager: Misha
- Producción Comercial: Mariano Glaser, Mauro Fernández Penillas, Federico Williams, Ricardo Fridman
- Administración CMG S.A: José Paulastrou, Martín Postolski
- Administración Teatro Gran Rex: Omar Oreña
- Música Original: Cris Morena, Carlos Nilson
- Arreglos Musicales: Willie Lorenzo, Marcelo Weingrovski
- Diseño Banda Musical: Diego Rodríguez Morón
- Mezcla Banda Musical: KLANG
- Coreografía: Marisa Divito
- Asistente de Coreografía: Josefina Ezcurra
- Bailarines: Josefina Ezcurra, Yanina Groppo, Ale Castro Videla, Ati Castro Videla, Rodrigo Cristófano, Maro Riccardini, Xoana Winter, Mauricio Macukatin
- Dirección de Arte y Escenografía: Laura Russo, Salustiano Alvarez
- Ambientación: Verónica Romero
- Realización Escenográfica: Equipo Cris Morena Group
- Realizaciones Especiales: Gabriela Schargoredsky, Silvina Cedro
- Encargado de Efectos Especiales: Alejandro Toledo, Leo Allende
- Empresa de Efectos Especiales: TOL FX
- Dirección de Multimedia: Mariano Demaría
- Empresa de Video: TV127
- Diseño gráfico: Miguel Ángel Pérez Alfaro, Pablo Derka, Hernán Vijnovsky
- Departamento Fotográfico: Adrián Díaz
- Diseño de Imagen y Vestuario: Susana Pérez Amigo
- Coordinación de Vestuario: Rosita Bacari
- Asistentes de Vestuario: Alicia Tipper, Mariana Catalano, Mora Méndez, Silvia Bonis, Mariela Lazarte
- Maquillaje y Peinado: Jorge Turano, Carlos de Benedetto, Haydeé D'Onofrio, Inés Parrinello
- Dirección Técnica: Gabriel Alaniz
- Dirección de Iluminación: Jorge Di Paola
- Empresas de Iluminación: Megaluz, Cristina Boletti
- Ingenieros de Sonido de Sala: Jorge 'Mosquito' Garrido, Néstor Stazzioni
- Técnico de Micrófonos: Ramiro Alonso
- Empresa de Sonido: Melero Itelman SRL
- Prensa: Anita Tomaselli
- Asistentes de Prensa: Pablo Tomaselli, Sol Tomaselli
- Seguridad: Alberto Martinez
- Agradecimientos: María Argento, Ángeles Terceño, Fernando del Porto, Sofía Izaguirre y equipo de Floricienta TV